# Национальная ассоциация женщин-юристов Бангладеш
Национальная ассоциация женщин-юристов Бангладеш (бенг. বাংলাদেশ জাতীয় মহিলা আইনজীবী সমিতি, англ. Bangladesh National Women Lawyers' Association) — неправительственная женская правозащитная организация. 
Ассоциация основана в Бангладеш в 1979 году, объединяет женщин-юристов для защиты основных прав женщин и девочек.

## История
Национальная ассоциация женщин-юристов Бангладеш, базирующаяся в Дакке, Бангладеш, создана в 1979 году. С 1991 года ассоциация способствовала организации государственной службы, создала сети и установила партнерские отношения с неправительственными организациями по защите прав женщин и детей.

## Концепция
Ассоциация преследует цель обеспечить верховенство закона и гендерное равенство посредством подотчетной и прозрачной демократической практики государства по уважению прав человека и основных прав. Ассоциация провозглашает своей главной целью «создать равные возможности и равные права для каждой женщины и ребенка в стране», занимается борьбой с бедностью, предотвращением работорговли. Другой сферой деятельность ассоциации является предотвращение распространения ВИЧ/СПИД, борьбой за предотвращение изменения климата. Ассоциация защищает интересы женщин в случаях домашнего насилия.

## Структура
Исполнительный комитет избирается каждые два года прямым голосованием его основных членов по всей стране. В состав комитета входят семнадцать членов, включая президента, два [вице-президента, генерального секретаря, совместного секретаря, казначея и десять членов совместного казначея.

## Внешние ссылки
- bnwla-bd.org — официальный сайт Национальная ассоциация женщин-юристов Бангладеш